# Discographie d'Accept
Le groupe de heavy metal allemand Accept fut créé dans les années 1970 par Udo Dirkschneider. Bien qu'ayant à l'heure actuelle un succès commercial assez limité, le groupe a joué un rôle important dans le développement du speed metal et dans le développement de la scène metal en Allemagne, il a notamment influencé un certain nombre de groupes de thrash metal.

## Albums

### Albums studio
| Année                                                  | Album                                                             | Meilleur position dans les charts (nombre total de semaines dans les charts) | Meilleur position dans les charts (nombre total de semaines dans les charts) | Meilleur position dans les charts (nombre total de semaines dans les charts) | Meilleur position dans les charts (nombre total de semaines dans les charts) | Meilleur position dans les charts (nombre total de semaines dans les charts) | Meilleur position dans les charts (nombre total de semaines dans les charts) | Meilleur position dans les charts (nombre total de semaines dans les charts) | Meilleur position dans les charts (nombre total de semaines dans les charts) | Meilleur position dans les charts (nombre total de semaines dans les charts) | Meilleur position dans les charts (nombre total de semaines dans les charts) | Meilleur position dans les charts (nombre total de semaines dans les charts) | Meilleur position dans les charts (nombre total de semaines dans les charts) | Meilleur position dans les charts (nombre total de semaines dans les charts) | Récompenses                            |
| Année                                                  | Album                                                             | All                                                                          | Aut                                                                          | Bel                                                                          | Esp                                                                          | E-U                                                                          | Fin                                                                          | Fra                                                                          | Jap                                                                          | Nor                                                                          | Sue                                                                          | R.Cz.                                                                        | R-U                                                                          | Sui                                                                          | Récompenses                            |
| ------------------------------------------------------ | ----------------------------------------------------------------- | ---------------------------------------------------------------------------- | ---------------------------------------------------------------------------- | ---------------------------------------------------------------------------- | ---------------------------------------------------------------------------- | ---------------------------------------------------------------------------- | ---------------------------------------------------------------------------- | ---------------------------------------------------------------------------- | ---------------------------------------------------------------------------- | ---------------------------------------------------------------------------- | ---------------------------------------------------------------------------- | ---------------------------------------------------------------------------- | ---------------------------------------------------------------------------- | ---------------------------------------------------------------------------- | -------------------------------------- |
| 1979                                                   | Accept - Sorti: 16 janvier 1979 - Label: CBS                      | —                                                                            | —                                                                            | —                                                                            | —                                                                            | —                                                                            | —                                                                            | —                                                                            | —                                                                            | —                                                                            | —                                                                            | —                                                                            | —                                                                            | —                                                                            |                                        |
| 1980                                                   | I'm a Rebel - Sorti: 2 juin 1980 - Label: CBS                     | —                                                                            | —                                                                            | —                                                                            | —                                                                            | —                                                                            | —                                                                            | —                                                                            | —                                                                            | —                                                                            | —                                                                            | —                                                                            | —                                                                            | —                                                                            |                                        |
| 1981                                                   | Breaker - Sorti: 16 mars 1981 - Label: CBS                        | —                                                                            | —                                                                            | —                                                                            | —                                                                            | —                                                                            | —                                                                            | —                                                                            | —                                                                            | —                                                                            | —                                                                            | —                                                                            | —                                                                            | —                                                                            |                                        |
| 1982                                                   | Restless and Wild - Sorti: 2 octobre 1982 - Label: CBS            | —                                                                            | —                                                                            | —                                                                            | —                                                                            | —                                                                            | —                                                                            | —                                                                            | —                                                                            | —                                                                            | 27 (8)                                                                       | —                                                                            | 98 (2)                                                                       | —                                                                            |                                        |
| 1983                                                   | Balls to the Wall - Sorti: 5 décembre 1983 - Label: CBS / BMG     | 59 (?)                                                                       | —                                                                            | —                                                                            | —                                                                            | 74 (26)                                                                      | —                                                                            | —                                                                            | —                                                                            | —                                                                            | 10 (6)                                                                       | —                                                                            | —                                                                            | —                                                                            | - RIAA: disque d'or - CRIA:disque d'or |
| 1985                                                   | Metal Heart - Sorti: 4 mars 1985 - Label: CBS / BMG               | 13 (?)                                                                       | —                                                                            | —                                                                            | —                                                                            | 94 (14)                                                                      | —                                                                            | —                                                                            | —                                                                            | 9 (7)                                                                        | 4 (6)                                                                        | —                                                                            | 50 (1)                                                                       | 14 (5)                                                                       |                                        |
| 1986                                                   | Russian Roulette - Sorti: 21 avril 1986 - Label: Portrait / BMG   | 5 (?)                                                                        | —                                                                            | —                                                                            | —                                                                            | 114 (9)                                                                      | —                                                                            | —                                                                            | —                                                                            | 16 (4)                                                                       | 9 (5)                                                                        | —                                                                            | 80 (1)                                                                       | 23 (3)                                                                       |                                        |
| 1989                                                   | Eat the Heat - Sorti: 11 mai 1989 - Label: Epic                   | 15 (?)                                                                       | —                                                                            | —                                                                            | —                                                                            | 139 (9)                                                                      | —                                                                            | —                                                                            | 87 (1)                                                                       | 19 (2)                                                                       | 26 (2)                                                                       | —                                                                            | —                                                                            | —                                                                            |                                        |
| 1993                                                   | Objection Overruled - Sorti: 1er février 1993 - Label: CMC        | 17 (12)                                                                      | —                                                                            | —                                                                            | —                                                                            | —                                                                            | —                                                                            | —                                                                            | 22 (3)                                                                       | —                                                                            | 21 (3)                                                                       | —                                                                            | —                                                                            | 22 (4)                                                                       |                                        |
| 1994                                                   | Death Row - Sorti: 1er octobre 1994 - Label: RCA                  | 32 (9)                                                                       | —                                                                            | —                                                                            | —                                                                            | —                                                                            | —                                                                            | —                                                                            | 52 (1)                                                                       | —                                                                            | 27 (2)                                                                       | —                                                                            | —                                                                            | —                                                                            |                                        |
| 1996                                                   | Predator - Sorti: 15 janvier 1996 - Label: BMG / RCA              | 56 (7)                                                                       | —                                                                            | —                                                                            | —                                                                            | —                                                                            | 27 (3)                                                                       | —                                                                            | 56 (2)                                                                       | —                                                                            | 28 (3)                                                                       | —                                                                            | —                                                                            | 49 (3)                                                                       |                                        |
| 2010                                                   | Blood of the Nations - Sorti: 20 août 2010 - Label: Nuclear Blast | 4 (5)                                                                        | 19 (2)                                                                       | 59 (1)                                                                       | 78 (1)                                                                       | 189 (?)                                                                      | 9 (3)                                                                        | 72 (3)                                                                       | 74 (3)                                                                       | —                                                                            | 7 (4)                                                                        | 27 (2)                                                                       | —                                                                            | 15 (3)                                                                       |                                        |
| 2012                                                   | Stalingrad - Sorti: 6 avril 2012 - Label: Nuclear Blast           | 6 (6)                                                                        | 70 (1)                                                                       | 68 (2)                                                                       | 66 (2)                                                                       | 81 (1)                                                                       | 8 (4)                                                                        | 77 (2)                                                                       | 80 (5)                                                                       | 22 (2)                                                                       | 10 (8)                                                                       | 25 (3)                                                                       | 32 (?)                                                                       | 17 (3)                                                                       |                                        |
| 2014                                                   | Blind Rage - Sorti: 15 août 2014 - Label: Nuclear Blast           | 1                                                                            | 18                                                                           | —                                                                            | —                                                                            | 35                                                                           | 1                                                                            | 48                                                                           | —                                                                            | 19                                                                           | 16                                                                           | —                                                                            | —                                                                            | 9                                                                            |                                        |
| 2017                                                   | The Rise of Chaos - Sorti: 4 août 2017 - Label: Nuclear Blast     | 3                                                                            | 13                                                                           | —                                                                            | —                                                                            | 140                                                                          | 5                                                                            | 96                                                                           | —                                                                            | —                                                                            | 10                                                                           | —                                                                            | —                                                                            | 4                                                                            |                                        |
| 2021                                                   | Too Mean to Die - Sorti: 29 janvier 2021 - Label: Nuclear Blast   | 2                                                                            | —                                                                            | —                                                                            | —                                                                            | —                                                                            | 4                                                                            | —                                                                            | —                                                                            | —                                                                            | 7                                                                            | —                                                                            | —                                                                            | 4                                                                            |                                        |
| "—" indique que l'album n'est pas classé dans ce pays. |                                                                   |                                                                              |                                                                              |                                                                              |                                                                              |                                                                              |                                                                              |                                                                              |                                                                              |                                                                              |                                                                              |                                                                              |                                                                              |                                                                              |                                        |

### Albums live
| 1985                                                     | Kaizoku-Ban - Sorti: janvier 1985 - Label: CBS / BMG Ariola                              | 50 | 91 (1) |  |
| 1990                                                     | Staying a Life - Sorti: 21 octobre 1990 - Label: Epic                                    | _  | _      |  |
| 1992                                                     | Live in Japan (réédition de Kaizoku-Ban) - Sorti: 1992 - Label: BMG                      | _  | _      |  |
| 1997                                                     | All Areas: Worldwide - Sorti: 17 novembre 1997 - Label: GUN                              | _  | _      |  |
| 1998                                                     | The Final Chapter - Sorti: juin 1998 - Label: CMC                                        | _  | _      |  |
| 2017                                                     | Restless & Live - Blind Rage Live in Europe - Sorti: janvier 2017 - Label: Nuclear Blast | 9  | _      |  |
| 2018                                                     | Symphonic Terror: Live at Wacken 2017 - Sorti: novembre 2018 - Label: Nuclear Blast      | 20 | _      |  |
| - "—" indique que l'album n'est pas classé dans ce pays. |                                                                                          |    |        |  |

### Split Album
Take 2: Accept & Quiet Riot

## EP

### Midnight Mover
| No | Titre              | Auteur | Durée |
| -- | ------------------ | ------ | ----- |
| 1. | Midnight Mover     |        |       |
| 2. | Balls to the Wall  |        |       |
| 3. | London Leatherboys |        |       |
| 4. | Midnight Mover     |        |       |

### Breakers on Stage
| No | Titre                | Auteur | Durée |
| -- | -------------------- | ------ | ----- |
| 1. | Metal Heart          |        | 05:25 |
| 2. | Breaker              |        | 03:40 |
| 3. | Living for Tonight   |        | 03:35 |
| 4. | Princess of the Dawn |        | 07:49 |

Cet EP est un disque promotionnel offert avec la version grecque du magazine Metal Hammer

### Rich & Famous
| No | Titre                            | Auteur | Durée |
| -- | -------------------------------- | ------ | ----- |
| 1. | Rich & Famous                    |        | 03:13 |
| 2. | Breaker                          |        | 04:07 |
| 3. | Writing on the Wall (acoustique) |        | 04:10 |

La chanson Rich & famous est une piste bonus de l'édition japonaise de l'album Objection Overruled. La piste Breaker quant à elle est une version en 8 pistes de la démo de l'album Breaker.

## Singles
| Date de sortie | Titre                                              |
| -------------- | -------------------------------------------------- |
| 1979           | Lady Lou                                           |
| 1980           | I'm A Rebel                                        |
| 1980           | Burning                                            |
| 1981           | Breaker (édition japonaise)                        |
| 1984           | Balls to the Wall (single)                         |
| 1984           | Balls to the Wall (maxi)                           |
| 1984           | Balls to the Wall (version longue)                 |
| 1984           | Balls to the Wall (version promotionnelle)         |
| 1984           | Restless and Wild                                  |
| 1984           | Love Child (version promotionnelle)                |
| 1985           | Midnight Mover (single)                            |
| 1985           | Midnight Mover (maxi)                              |
| 1985           | Midnight Mover (version promotionnelle)            |
| 1985           | Screaming for a Love-Bite (version promotionnelle) |
| 1985           | Metal Heart (édition japonaise)                    |
| 1985           | London Leatherboys (live)                          |
| 1985           | Kaizoku-Ban (live)                                 |
| 1986           | Balls to the Wall (live)                           |
| 1986           | Screaming for a Love-Bite                          |
| 1986           | Monsterman (version promotionnelle)                |
| 1989           | Generation Clash                                   |
| 1993           | All or Nothing                                     |
| 1994           | Bad Habits Die Hard (version promotionnelle)       |
| 1996           | Hard Attack                                        |

## Vidéos
| Date de sortie | Titre                     | Format      | Format |
| -------------- | ------------------------- | ----------- | ------ |
| 1990           | Staying a Life            | VHS         |        |
| 2002           | Metal Blast From the Past | DVD         |        |
| 2017           | Restless and Live         | DVD/Blu-ray |        |

## Compilations

### Metal Masters
| No  | Titre                | Auteur | Durée |
| --- | -------------------- | ------ | ----- |
| 1.  | Lady You             |        | 03:01 |
| 2.  | Tired of Me          |        | 03:13 |
| 3.  | Seawinds             |        | 04:29 |
| 4.  | Sounds of War        |        | 04:35 |
| 5.  | Free Me Now          |        | 03:00 |
| 6.  | Glad to Be Alone     |        | 05:12 |
| 7.  | That's Rock 'n' Roll |        | 02:52 |
| 8.  | Helldriver           |        | 02:40 |
| 9.  | I'm a Rebel          |        | 03:58 |
| 10. | Save Us              |        | 04:33 |
| 11. | No Time to Lose      |        | 04:30 |
| 12. | Thunder & Lightning  |        | 04:01 |
| 13. | China Lady           |        | 03:54 |
| 14. | The King             |        | 04:10 |
| 15. | Do It                |        | 04:08 |

### Restless the Best
| No  | Titre                 | Auteur | Durée |
| --- | --------------------- | ------ | ----- |
| 1.  | Restless and Wild     |        | 04:10 |
| 2.  | I'm a Rebel           |        | 03:57 |
| 3.  | Save Us               |        | 04:33 |
| 4.  | Son of a Bitch        |        | 03:55 |
| 5.  | Fast as a Shark       |        | 03:48 |
| 6.  | Thunder and Lightning |        | 04:01 |
| 7.  | China Lady            |        | 03:56 |
| 8.  | I Wanna Be No Hero    |        | 04:00 |
| 9.  | The King              |        | 04:10 |
| 10. | Get Ready             |        | 03:49 |
| 11. | Ahead of the Pack     |        | 03:22 |
| 12. | No Time to Lose       |        | 04:35 |
| 13. | Burning               |        | 05:15 |
| 14. | Feelings              |        | 04:48 |
| 15. | Midnight Highway      |        | 03:58 |
| 16. | No Time to Lose       |        | 04:35 |
| 17. | Breaking Up Again     |        | 04:49 |
| 18. | Flash Rockin' Man     |        | 04:24 |
| 19. | Neon Nights           |        |       |

### Best Of
| No  | Titre                | Auteur | Durée |
| --- | -------------------- | ------ | ----- |
| 1.  | Burning              |        | 05:08 |
| 2.  | Restless and Wild    |        | 04:12 |
| 3.  | Son of a Bitch       |        | 03:44 |
| 4.  | Breaker              |        | 03:35 |
| 5.  | Do It                |        | 04:11 |
| 6.  | I'm a Rebel          |        | 03:58 |
| 7.  | China Lady           |        | 03:56 |
| 8.  | No Time to Lose      |        | 04:35 |
| 9.  | Princess of the Dawn |        | 06:17 |
| 10. | Lady Lou             |        |       |

### Midnight Highway
| No  | Titre                | Auteur | Durée |
| --- | -------------------- | ------ | ----- |
| 1.  | Breaker              |        | 03:35 |
| 2.  | Helldriver           |        | 02:40 |
| 3.  | Lady Lou             |        | 03:03 |
| 4.  | China Lady           |        | 03:56 |
| 5.  | That's Rock 'N' Roll |        | 02:53 |
| 6.  | Son of a Bitch       |        | 03:55 |
| 7.  | I'm a Rebel          |        | 03:57 |
| 8.  | Midnight Highway     |        | 03:58 |
| 9.  | Tired of Me          |        | 03:44 |
| 10. | The King             |        | 04:10 |
| 11. | Burning              |        |       |

### Hungry Years
| No | Titre                | Auteur | Durée |
| -- | -------------------- | ------ | ----- |
| 1. | Fast as a Shark      |        | 03:57 |
| 2. | Burning              |        | 05:14 |
| 3. | Son of a Bitch       |        | 03:14 |
| 4. | Princess of the Dawn |        | 06:26 |
| 5. | I'm a Rebel          |        | 03:45 |
| 6. | Breaker              |        | 03:34 |
| 7. | Restless and Wild    |        | 04:19 |
| 8. | The King             |        | 04:12 |
| 9. | Midnight Highway     |        |       |

### A Compilation of the Best of Balls to the Wall / Restless and Wild
| No  | Titre                            | Auteur | Durée |
| --- | -------------------------------- | ------ | ----- |
| 1.  | Fast as a Shark                  |        | 03:49 |
| 2.  | Restless and Wild                |        | 04:11 |
| 3.  | Don't Go Stealing My Soul Away   |        | 03:13 |
| 4.  | Love Child                       |        | 03:34 |
| 5.  | Turn Me On                       |        | 05:12 |
| 6.  | London Leatherboys               |        | 05:10 |
| 7.  | Losers and Winners               |        | 04:19 |
| 8.  | Princess of the Dawn             |        | 06:17 |
| 9.  | Head Over Heels                  |        | 04:25 |
| 10. | Winterdreams                     |        | 04:25 |
| 11. | Flash Rockin' Man                |        | 04:28 |
| 12. | Losing More Than You've Ever Had |        | 05:10 |
| 13. | Neon Nights                      |        | 06:04 |
| 14. | Shake Your Heads                 |        | 04:20 |
| 15. | Balls to the Wall                |        |       |

### The Collection
| No  | Titre                     | Auteur | Durée |
| --- | ------------------------- | ------ | ----- |
| 1.  | Lady Lou                  |        | 03:03 |
| 2.  | I'm A Rebel               |        | 03:57 |
| 3.  | Thunder & Lightning       |        | 04:01 |
| 4.  | Breaker                   |        | 03:35 |
| 5.  | Burning                   |        | 05:01 |
| 6.  | Son Of A Bitch            |        | 03:55 |
| 7.  | Fast As A Shark           |        | 03:49 |
| 8.  | Restless And Wild         |        | 04:10 |
| 9.  | Princess Of The Dawn      |        | 06:15 |
| 10. | Balls To The Wall         |        | 05:42 |
| 11. | London Leatherboys        |        | 05:10 |
| 12. | Love Child                |        | 03:34 |
| 13. | Metal Heart               |        | 05:19 |
| 14. | Up To The Limit           |        | 03:47 |
| 15. | Screaming For A Love Bite |        | 04:06 |
| 16. | Monster Man               |        | 03:24 |
| 17. | T.V. War                  |        | 03:26 |
| 18. | The King                  |        | 04:10 |

### No Substitutes
| No  | Titre                    | Auteur | Durée |
| --- | ------------------------ | ------ | ----- |
| 1.  | Too High to Get It Right |        | 03:47 |
| 2.  | Russian Roulette         |        | 05:23 |
| 3.  | Princess of the Dawn     |        | 06:16 |
| 4.  | Metal Heart              |        | 05:23 |
| 5.  | Fast as a Shark          |        | 03:48 |
| 6.  | Turn Me On               |        | 05:12 |
| 7.  | Shake Your Heads         |        | 04:17 |
| 8.  | Demon's Night            |        | 04:28 |
| 9.  | London Leatherboys       |        | 03:58 |
| 10. | Balls to the Wall        |        | 05:43 |

### Steel Glove
| No  | Titre                 | Auteur | Durée |
| --- | --------------------- | ------ | ----- |
| 1.  | Fast as a Shark       |        | 03:56 |
| 2.  | I'm a Rebel           |        | 03:44 |
| 3.  | Restless and Wild     |        | 04:20 |
| 4.  | Lady Lou              |        | 03:03 |
| 5.  | The King              |        | 04:12 |
| 6.  | Starlight             |        | 03:53 |
| 7.  | China Lady            |        | 03:56 |
| 8.  | Save Us               |        | 04:34 |
| 9.  | Down and Out          |        | 03:45 |
| 10. | No Time to Lose       |        | 04:32 |
| 11. | I Wanna Be No Hero    |        | 04:03 |
| 12. | Free Me Now           |        | 03:02 |
| 13. | Do It                 |        | 04:10 |
| 14. | Can't Stand the Night |        | 05:22 |
| 15. | Breaker               |        | 03:38 |
| 16. | Son of a Bitch        |        | 03:44 |
| 17. | Hell Driver           |        | 02:42 |
| 18. | Burning               |        | 05:05 |
| 19. | Thunder & Lightning   |        | 04:01 |

### The Best
| No  | Titre                | Auteur | Durée |
| --- | -------------------- | ------ | ----- |
| 1.  | Fast As A Shark      |        | 03:50 |
| 2.  | Son Of A Bitch       |        | 03:51 |
| 3.  | Balls To The Wall    |        | 05:44 |
| 4.  | Russian Roulette     |        | 05:24 |
| 5.  | I Wanna Be No Hero   |        | 04:04 |
| 6.  | Metal Heart          |        | 05:26 |
| 7.  | Objection Overruled  |        | 03:41 |
| 8.  | Hard Attack          |        | 04:38 |
| 9.  | X-T-C                |        | 04:28 |
| 10. | Lady Lou             |        | 03:03 |
| 11. | Princess Of The Down |        | 06:17 |
| 12. | Feelings             |        | 04:50 |
| 13. | London Leatherboys   |        | 04:01 |
| 14. | T.V. War             |        | 03:30 |
| 15. | Midnight Mover       |        | 03:08 |
| 16. | Breaker              |        | 03:37 |
| 17. | Restless & Wild      |        | 04:13 |

### Balls to the Wall
| No | Titre                    | Auteur | Durée |
| -- | ------------------------ | ------ | ----- |
| 1. | Turn Me On               |        | 05:12 |
| 2. | Demon's Night            |        | 04:26 |
| 3. | Balls to the Wall        |        | 05:45 |
| 4. | Too High to Get It Right |        | 03:47 |
| 5. | Russian Roulette         |        | 05:22 |
| 6. | Metal Heart              |        | 05:22 |

### Bestseller
| No  | Titre                                    | Auteur | Durée |
| --- | ---------------------------------------- | ------ | ----- |
| 1.  | Seawinds                                 |        | 04:30 |
| 2.  | Winter Dreams                            |        | 04:56 |
| 3.  | Can't Stand the Night                    |        | 05:23 |
| 4.  | Breaking Up Again                        |        | 04:39 |
| 5.  | Son of a Bitch                           |        | 03:48 |
| 6.  | Feelings                                 |        | 04:48 |
| 7.  | No Time to Loose                         |        | 04:35 |
| 8.  | The King                                 |        | 04:11 |
| 9.  | Love Child                               |        | 03:34 |
| 10. | Run Through the Night                    |        | 03:21 |
| 11. | It's Hard to Find a Way                  |        | 04:19 |
| 12. | Prisoner                                 |        | 04:15 |
| 13. | Generation Clash                         |        | 06:23 |
| 14. | Drifting Away (Instrumental)             |        | 03:02 |
| 15. | Writing on the Wall                      |        | 04:24 |
| 16. | Metal Heart                              |        | 05:23 |
| 17. | Princess of the Dawn                     |        | 05:07 |
| 18. | Just By My Own (instrumental radio edit) |        | 02:24 |

### Classics, Rocks 'N' Ballads (Hot and Slow)
| No  | Titre                                | Auteur | Durée |
| --- | ------------------------------------ | ------ | ----- |
| 1.  | Mistreated (single version)          |        | 04:45 |
| 2.  | Drifting away (instrumental)         |        | 03:04 |
| 3.  | All or nothing (single version)      |        | 03:26 |
| 4.  | Amamos la Vida                       |        | 04:41 |
| 5.  | Just By My Own                       |        | 03:31 |
| 6.  | Generation Clash                     |        | 06:26 |
| 7.  | It's Hard to Find a Way              |        | 04:19 |
| 8.  | Walking in the Shadow                |        | 04:28 |
| 9.  | Guardian of the Night                |        | 04:26 |
| 10. | Winter Dreams                        |        | 04:46 |
| 11. | Run Through the Night                |        | 03:22 |
| 12. | Hard Attack                          |        | 04:37 |
| 13. | Generation Clash II                  |        | 05:06 |
| 14. | Writing on the Wall II               |        | 04:25 |
| 15. | Living for Tonite                    |        | 03:35 |
| 16. | Pomp and Circumstance (instrumental) |        | 03:44 |

### Sharkbite - Best Of
| No  | Titre                     | Auteur | Durée |
| --- | ------------------------- | ------ | ----- |
| 1.  | Fast As A Shark           |        | 03:49 |
| 2.  | Balls To The Wall         |        | 05:43 |
| 3.  | London Leatherboys        |        | 03:57 |
| 4.  | Metal Heart               |        | 05:24 |
| 5.  | Restless And Wild         |        | 04:12 |
| 6.  | Russian Roulette          |        | 05:23 |
| 7.  | Losers And Winners        |        | 04:20 |
| 8.  | Shake Your Head           |        | 04:17 |
| 9.  | Breaker                   |        | 03:35 |
| 10. | Princess Of The Dawn      |        | 06:16 |
| 11. | Screaming For A Love Bite |        | 04:05 |
| 12. | Monsterman                |        | 03:21 |
| 13. | Midnight Mover            |        | 03:06 |
| 14. | Dogs On Leads             |        | 04:24 |
| 15. | Neon Nights               |        | 06:02 |
| 16. | TV War                    |        | 03:28 |
| 17. | Another Second To Be      |        | 03:17 |
| 18. | The King                  |        | 04:12 |
| 19. | Burning                   |        | 05:13 |